# Петракешти (Бузау)
Петракешти (рум. Petrăchești) насеље је у Румунији у округу Бузау у општини Винтила Вода. Oпштина се налази на надморској висини од 266 m.

## Становништво
Према подацима из 2002. године у насељу је живело 379 становника, од којих су сви румунске националности.